# Lokovina
Lokovina este o localitate din comuna Dobrna, Slovenia, cu o populație de 204 locuitori.